# World Professional Billiards and Snooker Association
De World Professional Billiards and Snooker Association (afgekort: WPBSA) is de internationale sportbond op het gebied van professioneel gespeeld snooker en biljart.
De bond werd in 1968 opgericht en het organiseert diverse toernooien waaronder het wereldkampioenschap snooker en de Masters. De WPBSA is ook verantwoordelijk voor de opstelling van de officiële regelgeving in deze sporten.